# Carolyna Aguiar
Carolyna Aguiar (Rio de Janeiro, 24 de Janeiro de 1970), às vezes creditada como Anna Aguiar ou Anna de Aguiar, é uma atriz e professora de ioga brasileira.

## Biografia
Iniciou seu aprendizado de ioga e práticas de meditação em 1989, em Puna, Índia, no Ashram do Osho. Em 1991, conheceu a Siddha Yoga e a mestre da linhagem Gurumayi e, desde então, se dedica a este caminho. Concluiu sua formação de professora de hatha yoga em 1998, no Ashram Shree Muktananda, em Nova York, e, anualmente, recicla seus estudos com professores ligados à linha Anusara Yoga, prática que tem a raiz de sua filosofia no xivaísmo da Caxemira e que foi criado por John Firend, professor sênior de Iyengar e estudante de Siddha Yoga. Estudou e trabalhou com Lígia Lima no Shakti Shala, em Santa Teresa, onde começou a dar aulas de Power Yoga.
Formada na Escola Angel Vianna de Dança Contemporânea, estudou e trabalhou com Rossela Terranova, Angel Vianna e Ivaldo Bertazzo, com quem estudou GDS (cadeias musculares), em São Paulo.

## Filmografia

### Televisão
- 1990 - Desejo .... Marieta
- 1990 - Rainha da Sucata .... Lígia "Liginha" Lemos de Alcântara
- 1991 - Na Rede de Intrigas .... Helen Spiller
- 1993 - Fera Ferida .... Isolda "Isoldinha" Pestana Weber
- 1994 - Incrível, Fantástico, Extraordinário .... Ângela (episódio: O Baile)
- 1995 - Engraçadinha... Seus Amores e Seus Pecados .... Polaquinha
- 1995 - História de Amor ... Lu
- 1996 - Você Decide .... Cris (episódio: O Estripador)
- 2004 - Começar de Novo .... Isadora
- 2005 - Alma Gêmea .... Mafalda
- 2006 - Páginas da Vida .... Professora Carla
- 2007 - Amazônia .... Risoleta
- 2008 - Casos e Acasos .... Cora (ep: A Escolha, a Operação e a Outra)
- 2008 - Casos e Acasos .... Vilma (ep: A Volta, a Cena e as Férias)
- 2008 - Faça sua História .... Dadá (ep: Em Nome dos Filhos)
- 2009 - Natal do Menino Imperador .... Princesa Isabel Cristina de Bragança
- 2011 - Os Anjos do Sexo .... Valentina
- 2013 - Gonzaga - de Pai pra Filho .... Nazinha (aos 45 anos)
- 2015 - Babilônia .... Leonor
- 2015 - Totalmente Demais .... Lurdinha
- 2016 - Totalmente Sem Noção Demais .... Lurdinha

## No Teatro
- 2017 - A guerra não tem rosto de mulher
- 2017 - DSÍ - Instalação Performática
- 2014 - ANA - Ensaios sobre o tempo e o vento
- 2010 - A Carpa
- 2009 - Solteria, Casada, Viúva e Divorciada
- 2007 - O Conto da Ilha Desconhecida
- 2006 - Antônio e Cleópatra, Um amor imortal
- 2006 - Minha Vida de Solteiro
- 2005 - O Mistério do Fantasma Apavorado
- 2004 - A Aurora da Minha Vida
- 2003 - Ensaio Aberto
- 2002 - Arlequim, Servidor de Dois Patrões
- 2001 - Strip-Tease e o Teatro Irregular
- 1999 - Pérola
- ____ - Os Amantes do Metrô
- ____ - Todo Mundo Tem Problemas Sexuais
- ____ - A bela adormecida
- ____ - A Caravana da Ilusão
- ____ - A Lenda das Sete Quedas
- ____ - Bonitinha, mas Ordinária
- ____ - O Homem que Sabia Javanês
- 1990 - O Casamento Branco
- 1989 - 1789, A Revolução
- ____ - Os 12 Trabalhos de Hécules
- ____ - Os Três Mosqueteiros